# جون ويزلي جارفيس
جون ويزلي جارفيس (بالإنجليزية: John Wesley Jarvis)‏ هو رسام أمريكي، ولد في 1781 في ساوث شيلدز ‏ في المملكة المتحدة، وتوفي في 1839 في نيويورك في الولايات المتحدة.

## وصلات خارجية
- جون ويزلي جارفيس على موقع الموسوعة البريطانية (الإنجليزية)